# Stickney (Illinois)
Stickney – wieś w Stanach Zjednoczonych, w stanie Illinois, w hrabstwie Cook.